# 孫渠 (南通)
孫渠（1905年—1985年）江苏南通人，中华民国政治人物。

## 生平
孙渠生于1905年，是孙钺的哥哥孙沅（字汉清）的儿子。三岁时，过继给孙钺。1905年，经孙钺具体负责，南通博物苑正式兴建。
民国37年（1948年）1月，中国民主社会党、中国青年党参加南通的第一届国民大会代表及立法委员选举。中国民主社会党以地方组织的名义开展党务，负责人为孙渠，主要成员包括张融武、孙婉华等人。1949年，中国人民解放军攻占南通，当地的中国民主社会党组织即解散。
1985年，孙渠逝世。

## 著作
- 孙渠，白雅雨烈士传，载 南通市政协编，文史资料选辑第一辑
- 孙渠，南通博物苑回忆录，东南文化1985(0)